# 勒库勒-普雷万基耶尔
勒库勒-普雷万基耶尔（法語：Recoules-Prévinquières，法語發音：[ʁəkul pʁevɛ̃kjɛʁ]）是法国阿韦龙省的一个旧市镇，属于罗德兹区。该旧市镇2009年时的人口为503人。

## 人口
勒库勒-普雷万基耶尔人口变化图示
| 数据来源：INSEE |